# Gjon Kastrioti
Gjon Kastrioti (parfois Jean Castriote) était un noble albanais, membre de la famille Kastrioti et père du héros national Skanderbeg.

## Biographie
Gjon Kastrioti gouverna sur un territoire compris entre le cap de Rodon et Debar avec le soutien de 2 000 cavaliers.
Il est le père du héros national albanais Skanderbeg,